# Turmhügel Langenzenn
Der Turmhügel Langenzenn ist eine abgegangene mittelalterliche Turmhügelburg (Motte) bei dem wieder aufgebauten Lindenturm (Obere Ringstraße bei Nr. 14 1/2) am höchsten Punkt der Stadtmauer in Langenzenn im Landkreis Fürth in Bayern.
Von der ehemaligen Mottenanlage ist noch der Turmhügel erhalten.